# Ralph Conrad
Ralph Conrad (* 26. Juni 1956) ist ein ehemaliger deutscher Fußballspieler und späterer -trainer. In der höchsten Spielklasse des DDR-Fußballs, der Oberliga, spielte er für den FC Vorwärts Frankfurt/Oder.

## Sportliche Laufbahn

### Gemeinschafts- und Clubstationen
Conrad, der 1971 von der ASG Vorwärts Strausberg innerhalb der Armeesportvereinigung Vorwärts zum Nachwuchs des Fußballclubs in Frankfurt/Oder wechselte, wurde in der Saison 1974/75 in der zweitklassigen Liga in der Zweitvertretung des FCV erstmals im überregionalen Männerfußball eingesetzt. Bereits im folgenden Spieljahr, gerade der eigenen Talentschmiede entwachsen, startete er in der ostdeutschen Eliteliga durch. In seiner Oberligapremierensaison 1975/76 konnte der Stürmer in 24 Begegnungen neunmal treffen. 1976/77 wurde Conrad sogar in 25 der 26 Saisonpunktspiele aufgeboten, aber erzielte nur noch vier Tore.
Im Folgejahr konnten die Armeefußballer um den jungen Torjäger den Abstieg aus der Oberliga nicht verhindern. Aus der Zweitklassigkeit gelang dem abgestiegenen sechsfachen DDR-Meister in der Saison 1978/79 aber die sofortige Rückkehr ins Oberhaus, wozu der Angreifer mit 23 Toren in nur 18 Punktspielen der Staffel B und zwei Treffern in sieben Partien der Aufstiegsrunde maßgeblich beitrug.
Im Europapokal traf er bei zwei Teilnahmen am UEFA Cup zu Beginn der 1980er-Jahre mit den Oderstädtern in sechs Begegnungen zweimal. Am Ende seiner Oberligakarriere 1983 standen für den 1,81 Meter großen Conrad 38 Tore in 125 Auftritten zu Buche. Er war in den ersten acht Spielen der Saison 1982/83 aufgelaufen, blieb aber im Anschluss außen vor und zu Beginn der Spielzeit 1983/84 wurde sein Ausscheiden aus dem Erstligakader des FCV vermeldet.

### Auswahleinsätze
Im Jahr 1976 war er für zwei Auswahlteams des DFV im Einsatz. In seinem einzigen Spiel für die ostdeutsche B-Nationalmannschaft im Herbst konnte er nicht treffen (0:1-Niederlage in Bulgarien). In vier Partien für die DDR-Nachwuchsauswahl gelangen dem FCV-Spieler zwei Tore.

## Trainerlaufbahn
In der Spielzeit 1985/86 wirkte er beim Aufsteiger BSG Stahl Walzwerk Hettstedt in der Ligastaffel A als Übungsleiter. Mit der Betriebssportgemeinschaft des gleichnamigen Trägerbetriebs gelang ihm aber nicht der Klassenerhalt in der ostdeutschen Zweitklassigkeit. Im Herbst 1986 wirkte der 30-jährige frühere Erstligaspieler beim FDGB-Pokalspiel des nunmehrigen Bezirksligisten aus Hettstedt gegen die BSG Sachsenring Zwickau, eine 1:4-Niederlage in der 1. Hauptrunde, noch einmal überregional als Spieler mit. Ende der 1990er-Jahre hatte Conrad das Traineramt beim 1. SC Göttingen 05 für 22 Spiele der Saison 1997/98 in der damals drittklassigen Regionalliga inne.